# Platyptilia morophaea
Platyptilia morophaea là một loài bướm đêm thuộc họ Pterophoridae. Nó được tìm thấy ở Ethiopia và Kenya.